# Партия на националното единство (Кипър)
Вижте пояснителната страница за други значения на Партия на националното единство.
Партията на националното единство (на турски: Ulusal Birlik Partisi) е дясна националноконсервативна политическа партия в Северен Кипър.
Основана е през 1975 година от Рауф Денкташ и управлява страната през по-голямата част на нейната политическа самостоятелност. През 2010 година нейният дългогодишен лидер Дервиш Еролу става президент на Северен Кипър.
На парламентарните избори през 2013 година Партията на националното единство остава втора с 27% от гласовете и 14 от 50 места в Парламента.